# توبیچی
توبیچی (به لاتین: Tubići}} یک منطقهٔ مسکونی در صربستان است که در Kosjerić واقع شده‌است.

## خصوصیات
توبیچی ۵۳۵ نفر جمعیت دارد.